# Monte Pizzitello
Il Monte Pizzitello (2.222 m s.l.m.) è un rilievo dei Monti della Laga, nell'Appennino abruzzese, posto tra l'Abruzzo e il Lazio, tra il Comune di Valle Castellana nella provincia di Teramo e il comune di Amatrice nella provincia di Rieti, all'interno del Parco nazionale del Gran Sasso e Monti della Laga.